# Nekrolog 1755
Nekrolog
◄◄
| ◄
| 1751
| 1752
| 1753
| 1754
| 1755 | 1756 | 1757 | 1758 | 1759 | ► | ►►
Weitere Ereignisse | Allgemeiner Nekrolog 1755
Die Beschreibung der verstorbenen Person sollte so kurz wie möglich gehalten sein und nur deren signifikante Tätigkeit(en) enthalten.
Neue Namen ggf. auch unter dem Geburts- und Sterbedatum, also etwa unter 1. Januar und im Geburts- und Sterbejahr (2024) eintragen (nur bei entsprechender großer Wichtigkeit). Für Beispiele siehe die schon vorhandenen Artikel.
Außerdem über die fünf zuletzt Verstorbenen, zu denen es einen ausreichend guten Artikel für eine Präsentation auf der Hauptseite gibt, nach der todesbedingten Überarbeitung der Artikel ggf. auch unter Wikipedia Diskussion:Hauptseite informieren und sie am besten auch in den anderen Wikipedia-Sprachversionen eintragen. Tipp: Regelmäßig bei news.google.de nach „ist tot“, „gestorben“ oder „verstorben“ suchen.
Wenn eine Person gestorben ist, gibt es viele Seiten zu dieser Person in der Wikipedia, die davon auch betroffen sind und entsprechend aktualisiert werden müssen. Beispiele: Namenübersichtsseite, Geburtsjahr, Geburtsort-Seiten und viele mehr.
Wie finde ich die betroffenen Seiten?
Im Suchfeld auf der linken Seite gibt man den Suchbegriff so ein: „Vorname Nachname“. Dann klickt man auf Volltext und alle Seiten mit entsprechendem Suchtext werden aufgerufen. Hier sieht man dann schnell, wo auch das Todesjahr Sinn macht oder sogar ein Teil des Artikels angepasst werden muss. Auch hilft das „Werkzeug“ auf der linken Seite sehr gut, um solche Seiten aufzufinden: „Links auf diese Seite“. Somit ist die Wikipedia wieder aktuell in allen Bereichen! Hinweis: bei Eintragung der Kategorie „Gestorben JAHR“ wird der Missbrauchsfilter 49 ausgelöst, was jedoch nicht schlimm ist. Siehe: Spezial:Missbrauchsfilter/49
Dies ist eine Liste von im Jahr 1755 verstorbenen bekannten Persönlichkeiten. Die Einträge erfolgen innerhalb der einzelnen Daten alphabetisch sortiert. Tiere sind im Nekrolog für Tiere zu finden.

## Januar
| Tag        | Name                                         | Beruf, bekannt als                                                            | Alter | Beleg |
| ---------- | -------------------------------------------- | ----------------------------------------------------------------------------- | ----- | ----- |
| 5. Januar  | Carl Gerhard Wilhelm Lodtmann                | deutscher Jurist, Historiker, Philosoph und Hochschullehrer                   | 34    |       |
| 6. Januar  | Angelo Maria Quirini                         | Benediktiner und Kardinal                                                     | 74    |       |
| 6. Januar  | Christian Friedrich von Wangelin             | königlich dänischer Generalleutnant                                           | 72    |       |
| 7. Januar  | Gallus Zeiler                                | Benediktiner, Abt und Klosterkomponist                                        | 49    |       |
| 10. Januar | Johann Jakob Marinoni                        | österreichischer Mathematiker, Astronom und Kartograph italienischer Herkunft |       |       |
| 10. Januar | Christian Peters                             | Jurist und Ratsherr der Hansestadt Lübeck                                     |       |       |
| 11. Januar | Joseph-Nicolas-Pancrace Royer                | französischer Komponist, Cembalist und Sänger                                 |       |       |
| 14. Januar | Konrad Friedrich Ernst Bierling              | deutscher lutherischer Theologe                                               | 45    |       |
| 14. Januar | Julius Valentin van Gollenesse               | Generalgouverneur von Ceylon                                                  | 63    |       |
| 14. Januar | Christoph Friedrich Plathner                 | Syndikus in Goslar; Pfalzgraf und königlich preußischer Hofrat                | 83    |       |
| 15. Januar | Azzolino Bernardino della Ciaia              | italienischer Komponist                                                       | 83    |       |
| 16. Januar | Gottfried Boy                                | deutscher Porträtmaler                                                        | 53    |       |
| 16. Januar | Nicolas Lenglet Du Fresnoy                   | französischer Jurist                                                          | 80    |       |
| 18. Januar | Johann Rudolph Engau                         | deutscher Rechtswissenschaftler                                               | 46    |       |
| 19. Januar | Michail Andrejewitsch Belosselski            | russischer Vizeadmiral                                                        | 52    |       |
| 19. Januar | Gregor II. Fuchs                             | deutscher Benediktinerabt                                                     | 87    |       |
| 22. Januar | Ernst Ludwig von Breidenbach zu Breidenstein | kurbraunschweigischer Generalmajor und Burgmann zu Friedberg                  | 55    |       |
| 25. Januar | Filippo Argelati                             | italienischer Gelehrter und Herausgeber                                       | 69    |       |
| 27. Januar | Sámal Pætursson Lamhauge                     | färöischer Politiker, Løgmaður der Färöer (1706–1752)                         |       |       |
| 28. Januar | André Falquet                                | Schweizer Kaufmann                                                            | 73    |       |

## Februar
| Tag         | Name                                      | Beruf, bekannt als                                                                  | Alter | Beleg |
| ----------- | ----------------------------------------- | ----------------------------------------------------------------------------------- | ----- | ----- |
| 2. Februar  | Anselm Christoph von Bonin                | preußischer Offizier, zuletzt Generalleutnant; Kommandeur von Magdeburg (seit 1747) | 69    |       |
| 7. Februar  | Giovanni Gaetano Androi                   | Stuckateur der Barockzeit                                                           |       |       |
| 8. Februar  | Niccolò Coscia                            | italienischer Geistlicher, Bischof und Kardinal der Römischen Kirche                | 73    |       |
| 10. Februar | Charles de Secondat, Baron de Montesquieu | französischer Schriftsteller und Staatsphilosoph                                    |       |       |
| 11. Februar | Scipione Maffei                           | italienischer Dichter                                                               | 79    |       |
| 11. Februar | Franz Xaver Widenhofer                    | Jesuit, Theologe und Hochschullehrer                                                | 46    |       |
| 20. Februar | Franz Ignatius Rothfischer                | deutscher Theologe und Professor für Philosophie der Universität Helmstedt          |       |       |
| 25. Februar | Edmé-François Mallet                      | französischer Theologe und Enzyklopädist                                            | 42    |       |
| 26. Februar | Claudius Maria von Bellegarde             | sächsischer Generalleutnant und Diplomat                                            |       |       |
| 28. Februar | Heinrich Gottfried Zopff                  | Mediziner                                                                           | 62    |       |

## März
| Tag      | Name                                    | Beruf, bekannt als                                                       | Alter | Beleg |
| -------- | --------------------------------------- | ------------------------------------------------------------------------ | ----- | ----- |
| 1. März  | Maria Anna Josepha Althann              | Ehefrau von Johann Michael von Althann, Mäzenatin und Vertraute Karl VI. | 65    |       |
| 2. März  | Louis de Rouvroy, duc de Saint-Simon    | französischer Politiker und Schriftsteller                               | 80    |       |
| 5. März  | Georg von Hessen-Kassel                 | Prinz von Hessen-Kassel und preußischer General                          | 64    |       |
| 6. März  | Pier Leone Ghezzi                       | italienischer Maler, Radierer und Zeichner                               | 80    |       |
| 8. März  | Stepan Petrowitsch Krascheninnikow      | russischer Entdecker und Geograf                                         | 43    |       |
| 9. März  | Anna Catharina de Quintana              | niederländische Schauspielerin und Theaterregisseurin                    |       |       |
| 10. März | Johann David Köhler                     | deutscher Historiker, Numismatiker und Heraldiker                        | 71    |       |
| 10. März | Friedrich Otto von Wittenhorst-Sonsfeld | preußischer Generalleutnant und Chef des Dragoner-Regiments Nr. 2        |       |       |
| 16. März | Christian Albrecht von Ahlefeldt        | adliger Herr und Landrat in Holstein                                     |       |       |
| 24. März | Theodor Christlieb Reinhold             | deutscher Komponist                                                      | 72    |       |
| 25. März | Kagawa Shūtoku                          | japanischer Mediziner                                                    | 71    |       |
| 25. März | Ludwig von l’Hospital                   | Kommandant von Memel und Chef des Garnisonsbataillons Nr. 1              |       |       |
| 29. März | August Heinrich von Friesen             | Enkel von August II. von Sachsen, sächsischer und französischer General  | 27    |       |
| 29. März | Franz Ludwig Steiger                    | Magistrat                                                                | 50    |       |
| 31. März | Girolamo Baruffaldi                     | italienischer Geistlicher, Historiker und Dichter                        | 79    |       |
| März     | Jeremias Papke                          | deutscher Mathematiker und evangelischer Theologe                        | 82    |       |

## April
| Tag       | Name                               | Beruf, bekannt als                                                                     | Alter | Beleg |
| --------- | ---------------------------------- | -------------------------------------------------------------------------------------- | ----- | ----- |
| 7. April  | Laurentius Blumentrost der Jüngere | russischer Mediziner                                                                   | 62    |       |
| 12. April | Johann Ferdinand I. von Kuefstein  | österreichischer Graf, Diplomat und Statthalter von Niederösterreich                   |       |       |
| 14. April | Wolfgang Magnus Gebhard            | Nürnberger Zeichner und Kupferstecher                                                  | 71    |       |
| 15. April | Andreas Ritter                     | deutscher Theologe, Hochschullehrer an der Universität Greifswald und Propst auf Rügen | 73    |       |
| 17. April | Christian Nicolaus von Linger      | preußischer General                                                                    | 86    |       |
| 25. April | Franz Balthasar von Lindern        | deutsch-französischer Arzt und Botaniker                                               | 73    |       |
| 28. April | Carl Gottlob von Goldstein         | Hofrat und Oberforstmeister                                                            | 77    |       |
| 30. April | Jean-Baptiste Oudry                | französischer Maler                                                                    | 69    |       |
| April     | Anastasia Robinson                 | englische Opernsängerin                                                                |       |       |

## Mai
| Tag     | Name                                                | Beruf, bekannt als                                                      | Alter | Beleg |
| ------- | --------------------------------------------------- | ----------------------------------------------------------------------- | ----- | ----- |
| 4. Mai  | Ignazio Visconti                                    | Generaloberer der Societas Jesu (Jesuitenorden)                         | 72    |       |
| 12. Mai | Johann Philipp Lefèvre                              | deutscher Kaufmann und Ratsherr der Hansestadt Lübeck                   |       |       |
| 13. Mai | Peter Christian Kämpfer                             | deutscher Theologe, Hochschullehrer und Rektor                          | 52    |       |
| 14. Mai | Heinrich Siegmund von Vippach und Mark-Vippach      | königlich preußischer Oberst                                            | 43    |       |
| 16. Mai | Karl Sigmund Friedrich Wilhelm Leutrum von Ertingen | deutscher General in sardinischen Diensten                              | 62    |       |
| 20. Mai | Johann Georg Gmelin                                 | deutscher Sibirienforscher                                              | 45    |       |
| 22. Mai | Ignazio Bertola                                     | piemontesischer Festungsbaumeister                                      |       |       |
| 25. Mai | Gustavus Hesselius                                  | schwedisch-amerikanischer Maler und Orgelbauer                          |       |       |
| 26. Mai | Louis Mandrin                                       | französischer Räuberhauptmann                                           | 30    |       |
| 27. Mai | Ulrich von Löwendal                                 | Feldherr und Marschall von Frankreich                                   | 55    |       |
| 28. Mai | Johann Esgers                                       | niederländischer reformierter Theologe                                  | 58    |       |
| 29. Mai | Roman Endel                                         | deutscher Benediktiner, Theologe, Dekan, Propst und Geschichtsschreiber |       |       |

## Juni
| Tag      | Name                                          | Beruf, bekannt als                                                                | Alter | Beleg |
| -------- | --------------------------------------------- | --------------------------------------------------------------------------------- | ----- | ----- |
| 4. Juni  | Henri François-Xavier de Belsunce-Castelmoron | französischer Bischof von Marseille                                               | 83    |       |
| 10. Juni | Johann Christoph Mocker II.                   | deutscher Orgelbauer                                                              |       |       |
| 12. Juni | Hadrian Daude                                 | deutscher Jesuit, Theologe und Historiker                                         | 50    |       |
| 14. Juni | Albert Georg Schwartz                         | deutscher Philosoph, Hochschullehrer und Rektor der Universität Greifswald (1735) | 68    |       |
| 18. Juni | Gioacchino Besozzi                            | Zisterzienserabt und Kardinal                                                     | 75    |       |
| 21. Juni | Claude Bouhier                                | französischer Bischof                                                             | 73    |       |
| 21. Juni | Giovanni Porta                                | italienischer Komponist und Violinist                                             |       |       |
| 23. Juni | Johann Caspar Bachofen                        | Schweizer Komponist und Musiklehrer                                               | 59    |       |
| 26. Juni | Iyasu II.                                     | Negus Negest (Kaiser) von Äthiopien                                               | 32    |       |
| Juni     | George Ballard                                | englischer Schriftsteller, Historiker und Antiquar                                |       |       |
| Juni     | Thomas Geraldino                              | spanischer Diplomat, Botschafter Spaniens im Vereinigten Königreich (1731–1739)   |       |       |

## Juli
| Tag      | Name                                           | Beruf, bekannt als                                                                                  | Alter | Beleg |
| -------- | ---------------------------------------------- | --------------------------------------------------------------------------------------------------- | ----- | ----- |
| 2. Juli  | Stanislaus Wülberz                             | deutscher Benediktiner und Historiker                                                               | 59    |       |
| 6. Juli  | Pietro Paolo Bencini                           | italienischer Barockkomponist                                                                       |       |       |
| 8. Juli  | Johann Bernhard Hahn                           | deutscher orientalischer Philologe und evangelischer Theologe                                       | 70    |       |
| 9. Juli  | Johann Gottlob Harrer                          | deutscher Komponist und Thomaskantor                                                                |       |       |
| 9. Juli  | Daniel Liénard de Beaujeu                      | kanadisch-französischer Offizier                                                                    | 43    |       |
| 13. Juli | Edward Braddock                                | Oberbefehlshaber der britischen Truppen in Nordamerika bei Beginn des Franzosen- und Indianerkriegs |       |       |
| 17. Juli | Marie Elisabeth von Schleswig-Holstein-Gottorf | Äbtissin des Stifts Quedlinburg                                                                     | 77    |       |
| 20. Juli | Balthasar Andreas Spitzner                     | deutscher evangelisch-lutherischer Theologe                                                         | 76    |       |
| 22. Juli | Georg Erhard Hamberger                         | deutscher Arzt                                                                                      | 57    |       |
| 25. Juli | Johan Browall                                  | schwedischer Arzt, Botaniker, Politiker und Bischof                                                 | 47    |       |

## August
| Tag        | Name                                     | Beruf, bekannt als                                                   | Alter | Beleg |
| ---------- | ---------------------------------------- | -------------------------------------------------------------------- | ----- | ----- |
| 3. August  | Johann Christian Leopold                 | deutscher Kupferstecher und Verleger in Augsburg                     |       |       |
| 4. August  | Johann Christoph Thielemann              | deutscher Orgelbauer                                                 | 73    |       |
| 5. August  | Salomo Deyling                           | deutscher evangelischer Theologe                                     | 77    |       |
| 6. August  | August Ludwig                            | Fürst von Anhalt-Köthen                                              | 58    |       |
| 6. August  | Johann Kaspar Wetzel                     | deutscher evangelischer Theologe, Hymnologe und Kirchenlieddichter   | 64    |       |
| 14. August | Jean-Baptiste Anet                       | französischer Komponist und Violinist des Barock                     | 79    |       |
| 15. August | Robert Leeb                              | österreichischer Zisterzienser und 55. Abt des Stiftes Heiligenkreuz | 66    |       |
| 22. August | Elias Hügel                              | deutsch-österreichischer Steinmetz und Richter                       | 74    |       |
| 24. August | Christian Franz Dietrich von Fürstenberg | Domherr, Reichshofrat und Erbdrost                                   | 66    |       |
| 25. August | Franz Joseph von Wiser                   | kurpfälzischer Hofbeamter und Diplomat                               | 76    |       |
| August     | Annibale Antonini                        | italienischer Romanist, Übersetzer, Grammatiker und Lexikograf       |       |       |
| August     | Felice Salimbeni                         | italienischer Kastrat                                                |       |       |

## September
| Tag           | Name                       | Beruf, bekannt als                                                                     | Alter | Beleg |
| ------------- | -------------------------- | -------------------------------------------------------------------------------------- | ----- | ----- |
| 2. September  | Marie Zéphyrine            | Prinzessin von Frankreich, Tochter von Louis Ferdinand de Bourbon, dauphin de Viennois | 5     |       |
| 7. September  | Werner von der Schulenburg | dänischer Kriegsminister und Feldmarschall                                             | 76    |       |
| 8. September  | Hendrick Theyanoguin       | Häuptling, Redner                                                                      |       |       |
| 9. September  | Johann Lorenz von Mosheim  | Theologe                                                                               | 61    |       |
| 14. September | Maria Celeste Crostarosa   | italienische Nonne, Mystikerin und Ordensgründerin                                     | 58    |       |
| 21. September | Wolf Siegmund von Damnitz  | kaiserlich und königlich ungarischer Generalfeldmarschall                              |       |       |
| 21. September | Johan Cornelius Krieger    | dänischer Architekt und Gartenkünstler                                                 |       |       |
| 22. September | Bernard Stuart             | schottischer Benediktiner-Pater, Wissenschaftler und Uhrmacher                         | 49    |       |
| 30. September | Francesco Durante          | italienischer Komponist                                                                | 71    |       |

## Oktober
| Tag         | Name                                       | Beruf, bekannt als                                                                                               | Alter | Beleg |
| ----------- | ------------------------------------------ | --- | ----- | ----- |
| 1. Oktober  | Louis Auguste II. de Bourbon, duc du Maine | Herzog von Maine und Fürst von Dombes                                                                            | 55    |       |
| 4. Oktober  | Samuel von Cocceji                         | deutscher Jurist und Großkanzler                                                                                 | 75    |       |
| 4. Oktober  | Georg Christian von Lobkowitz              | österreichischer Feldmarschall                                                                                   | 69    |       |
| 6. Oktober  | Amschel Moses Rothschild                   | Vorfahre der Rothschildfamilie                                                                                   |       |       |
| 16. Oktober | Hans Moritz von Brühl                      | Wirklicher Geheimer Rat, Oberstallmeister, General der Kavallerie und Statthalter der Ballei Thüringen           | 61    |       |
| 16. Oktober | Gerhard Majella                            | italienischer Laienbruder und römisch-katholischer Heiliger                                                      | 29    |       |
| 18. Oktober | Erich Matthias von Nolcken                 | schwedischer Regierungsbeamter und Diplomat                                                                      | 61    |       |
| 19. Oktober | Gebhard Christian Bastineller              | deutscher Rechtswissenschaftler                                                                                  | 66    |       |
| 21. Oktober | Christian                                  | Landgraf von Hessen-Wanfried, später Hessen-Eschwege-Rheinfels                                                   | 66    |       |
| 22. Oktober | Christian Gottfried von Uchtländer         | preußischer Generalmajor, Chef des Infanterieregiments Nr. 30, Kommandant von Stettin, Amtshauptmann von Draheim |       |       |
| 27. Oktober | Johann Michael Breunig                     | deutscher Komponist des Spätbarock                                                                               | 56    |       |
| 28. Oktober | Joseph Bodin de Boismortier                | französischer Flötist und Cembalist                                                                              | 65    |       |

## November
| Tag          | Name                         | Beruf, bekannt als                                               | Alter | Beleg |
| ------------ | ---------------------------- | ---------------------------------------------------------------- | ----- | ----- |
| 6. November  | Franz Ulrich Ries            | evangelischer Theologe und Hochschullehrer                       | 60    |       |
| 7. November  | Kaspar Wilhelmseder          | Bürgermeister der Stadt Salzburg                                 |       |       |
| 19. November | Ernst Christoph von Nassau   | preußischer Generalleutnant und Träger des Schwarzen Adlerordens |       |       |
| 20. November | Gioacchino Sarao             | italienischer Theorbist und Komponist                            |       |       |
| 23. November | Jacques Caffieri             | französischer Bildhauer                                          | 77    |       |
| 25. November | Johann Georg Pisendel        | deutscher Violinist und Komponist des Hochbarock                 | 67    |       |
| 27. November | Anastassija Trubezkaja       | russische Erbprinzessin von Hessen-Homburg                       | 55    |       |
| 28. November | Peter Ernst von Podewils     | preußischer Oberst und Kommandant der Zitadelle Friedrichsburg   |       |       |
| 30. November | Johann Elias Bach            | deutscher Komponist aus der Familie Bach                         | 50    |       |
| November     | Francisco António de Almeida | portugiesischer Komponist                                        |       |       |

## Dezember
| Tag          | Name                                     | Beruf, bekannt als                                             | Alter | Beleg |
| ------------ | ---------------------------------------- | -------------------------------------------------------------- | ----- | ----- |
| 1. Dezember  | Maurice Greene                           | englischer Komponist und Organist                              | 59    |       |
| 2. Dezember  | Marianus Brockie                         | schottischer katholischer Theologe, Philosoph und Benediktiner |       |       |
| 5. Dezember  | William Cavendish, 3. Duke of Devonshire | englischer Adliger und Politiker                               | 57    |       |
| 5. Dezember  | Daniel Willi                             | Schweizer reformierter Geistlicher und Pietist                 | 59    |       |
| 6. Dezember  | Heinrich Günther Gottfried von Bosse     | königlich preußischer Generalleutnant                          | 75    |       |
| 8. Dezember  | Jean-Baptiste Stuck                      | französischer Cellist und Komponist                            | 75    |       |
| 9. Dezember  | Francisco José de Ovando                 | spanischer Soldat, Gouverneur Chiles und der Philippinen       |       |       |
| 12. Dezember | Johann Gottfried Riedel                  | Maler, Restaurator, Galerieinspektor                           |       |       |
| 15. Dezember | Pietro Luigi Carafa                      | italienischer Kardinal                                         | 78    |       |
| 16. Dezember | Valentin Johann Beselin                  | deutscher Jurist und Bürgermeister von Rostock                 | 62    |       |
| 21. Dezember | Caspar Ruetz                             | deutscher Kantor und Komponist                                 | 47    |       |
| 21. Dezember | Manuel de Sumaya                         | mexikanischer Komponist                                        |       |       |
| 29. Dezember | Daniel Archinard                         | Prediger und Pfarrer                                           | 57    |       |
| 29. Dezember | Johann Friedrich Gauhe                   | deutscher Genealoge                                            | 74    |       |
| 29. Dezember | Gabrielle-Suzanne de Villeneuve          | französische Schriftstellerin                                  | 70    |       |
| 30. Dezember | Johann Friedrich Weidler                 | deutscher Mathematiker und Rechtswissenschaftler               | 64    |       |
| 31. Dezember | Friedrich Wilhelm Jahr                   | deutscher lutherischer Theologe                                | 48    |       |
| 31. Dezember | Johann Florenz Rivinus                   | deutscher Rechtswissenschaftler                                | 74    |       |

## Datum unbekannt
| Tag      | Name                                    | Beruf, bekannt als                                                          | Alter | Beleg |
| -------- | --------------------------------------- | --------------------------------------------------------------------------- | ----- | ----- |
|          | Rosa Bavarese                           | deutsche Opernsängerin (Sopran) und bayerische kurfürstliche Kammersängerin |       |       |
|          | Wilhelm Eberhard von Brumsee            | preußischer Landrat                                                         |       |       |
|          | Kathog Rigdzin Chenpo Tshewang Norbu    | Nyingmapa-Geistlicher, Verfasser einer Gungthang-Königsgenealogie           |       |       |
|          | Clemens August von Kerckerinck zur Borg | Domherr in Münster und Paderborn sowie kurkölnischer Kämmerer               |       |       |
|          | Andreas Kölle                           | österreichischer Bildhauer                                                  |       |       |
|          | Hieronymus Löschenkohl                  | deutscher Großkaufmann und Bankier                                          |       |       |
|          | Johann Matthäus Oberschall              | deutscher Bildhauer                                                         |       |       |
|          | Johann Jakob Rischer                    | deutscher Barockarchitekt                                                   |       |       |
|          | Joost van Sasse                         | Maler, Kupferstecher, Stahlstecher, Radierer                                |       |       |
|          | Eleonore von Schlieben                  | Hofdame der preußischen Königin Elisabeth Christine                         |       |       |
|          | Johann Gottlieb Siegel                  | deutscher Rechtswissenschaftler                                             |       |       |
|          | Johann Georg Siegesbeck                 | deutscher Arzt und Botaniker                                                |       |       |
|          | Philipp Stamma                          | syrischer Schachspieler                                                     |       |       |
|          | Zhang Tingyu                            | han-chinesischer Politiker in der Qing-Dynastie                             |       |       |
| Dezember | Johann Bösewiel                         | deutscher Autor und Amtsvogt der Vogtei Uetersen                            |       |       |